# 贾湖酒
贾湖酒是河南舞阳出产的一种白酒，源于1974年成立的的舞阳县酒厂。酒厂成立后生产过当地名酒“浭阳老酒”、“舞阳春” 、和“富平春”，2013年底被生产水泥的河南大地集团收购成为民企，除继续生产原浓香型白酒外，尚有酱香型白酒和兼香型白酒(芝麻香型)，主要实体门市部多仅局限于河南本地，外省多为代售，为省内二线品牌，现为豫酒银花企业之一。贾湖酒以“三高、二多、一长”工艺酿制而成，现产品包括“贾湖”和“富平春”两个系列。